# Олища
О̀лища (понякога книжовно Хо̀лища, в местния говор О̀лишча, на гръцки: Μελισσότοπος, Мелисотопос, до 1927 година Χόλιστα, Холиста) е село в Гърция, дем Костур, област Западна Македония.

## География
Селото е разположено в географската област Пополе, на 1220 m надморска височина в южното подножие на планината Върбица, разклонение на Вич (Вици), на около 20 километра източно от демовия център Костур (Кастория) и на 10 северно от Горенци (Корисос).
Над Олища е разположен известният Олищки манастир „Свети Врач“ („Свети Безсребреници“).

## История

### Етимология
Според Йордан Иванов етимологията на името е по изчезналото лично име *Холчо, умалително от Холе, Хольо. Сравнима е с етимологията на местностите Горно и Долно Ольче край Дутлия, Серско.
Същата етимология дава академик Иван Дуриданов – от първоначалния патроним на -ишчи < -itji, който произхожда от личното име *Холо, *Холе (регистрирано фамилно име Холев), съкратено от Тихол. Сравними са сръбското лично име Олко и хърватското селищно име Holjevci.

### В Османската империя
Свещеник Златко Каратанасов от Бобища цитира предания, според които при Олища някога се намирал старият Холина-града.
В XV век в Охолища са отбелязани поименно 160 глави на домакинства. През XIX век Олища е чисто българско село. На два километра на югоизток от Олища е разположено село Загоричани (Василиада) – един от главните центрове на българското възраждане в Македония. Александър Синве („Les Grecs de l’Empire Ottoman. Etude Statistique et Ethnographique“), който се основава на гръцки данни, в 1878 година пише, че в Олища (Olista) живеят 900 гърци. Според „Етнография на вилаетите Адрианопол, Монастир и Салоника“, издадена в Константинопол в 1878 година и отразяваща статистиката на населението от 1873 година, в Олища (Olishta) има 40 домакинства със 150 жители българи.
В 1889 година Стефан Веркович („Топографическо-этнографическій очеркъ Македоніи“) пише за Олища:
| „ | След като се излезе от Загоричен и се тръгне на север се влиза в село Тихолища с 34 брачни двойки. Данъкът им е 4140 пиастри. Местоположението е прекрасно и почвата плодородна. Жителите пътуват на гурбет, защото земята е малко. Има една църква с един свещеник. Над това село на един час разстояние е манастирът „Свети Врач“, който отлично управлява своите богати владения... В манстира има едно училище, в което се обучават около 15-20 деца от двата пола, идващи от споменатото село Тихолища и други. | “ |

Атанас Шопов посещава Олища и в 1893 година пише, че:
| „ | До Олища има развалини, които в песните се величаят „Олина града“. | “ |

Между 1896 и 1900 година селото преминава под върховенството на Българската екзархия.
Според статистиката на Васил Кънчов („Македония. Етнография и статистика“) в 1900 година в Олища живеят 390 жители българи.
На Етнографската карта на Битолския вилает на Картографския институт в София от 1901 година Олища е чисто българско село в Костурската каза на Корчанския санджак с 67 къщи.
В 1902 година учителят Илияс Папанастасиу пише, че 30 от 70-те семейства в Олища са минали под Екзархията. В края на март 1903 година в селото е ръкоположен екзархийски свещеник. Българите се опитват със сила да овладеят трите църкви на селото – „Свети Спиридон“, „Свети Атанасий“ и гробищната „Свети Николай“. На гъркоманския поп Христо Попмихайлов е предложено от Васил Чекаларов и Иван Попов да служи с него и да споменава името на екзарх Йосиф, но той предпочита да избяга в Костур и да се постави в услуга на водача на гърцизма в Костурско митрополит Герман Каравангелис. В статистиката на Корчанския санджак за 1903 година се казва, че в Олища живеят 60 семейства с 450 жители, от които 225 патриаршисти и 225 екзархисти.

[Олища] брои около 70 кѫщи, направени отъ камень. По срѣдъ него тече рѣка, по двата брѣга на която сѫ насадени върби и тополи. Това прави мѣстото още по-живописно. Благодарение на една проста случайность, може би, Олища остана здраво. И то взе участие въ възстаннето, като даде 10 души четнишка сила. Изгорена бѣ само една кѫща отъ башибозука и то най-хубавата въ селото. Надъ селото въ едно живописно мѣсто между гори и ливади е разположенъ мънастира св. Врачъ. Дѣдо владика слѣзе въ една хубава селска кѫща, въ една отъ стаитѣ на която се помѣстихме и ние. За хората отъ властьта се намѣри друга стая. Селото, ако и здраво, нъ праздна кѫща или стая нѣмаше. Всички бѣха окупирани отъ селянитѣ на Загоричани... Олища като здраво село и като около него всички други бѣха изгорени, се избра за пунктъ, отъ кѫдѣто щѣхме да раздаваме помощи на жителитѣ отъ Загоричани, Бъмбоки и Черѣшница. За това и помощитѣ за тия села прѣдварително бѣха се изпратили до селския свещеникъ Никола. Селянитѣ не можеха да се нарадватъ, че въ селото имъ стъпва български владика. А първенцитѣ отъ Загоричани се прѣдставиха на дѣдо владика и поднесоха своята дълбока благодарность за високо благородната му мисия — да се притече на помощь на нещастнитѣ въ момента, когато тѣ чувствуваха най-голѣма нужда отъ такъва.
Според сведение на ръководителите на Илинденско-Преображенското въстание в Костурско Васил Чекаларов, Лазар Поптрайков, Пандо Кляшев, Манол Розов и Михаил Розов, изпратено до всички чуждестранни консулства в Битоля на 30 август 1903 година в Олища от 90 къщи са изгорени три. Според друг източник селото не пострадва, а в него приют намират избягали семейства от Загоричани и Бъмбоки. На 24 август 1903 година, малко след изгарянето от османската армия на българските села в Костурско, жителите на Олища предават на властите 15 пушки и 1 револвер. В отговор българска чета изгаря две къщи и отвежда като заложници двама мъже и две жени. На 29 август, след литургия в Клисура, митрополит Герман Каравангелис дава прошка на присъстващите екзархийски свещеници и първенци, между които и тези от Олища. През ноември 1903 година Олища е посетено от българския владика Григорий Пелагонийски, придружаван от Наум Темчев и Търпо Поповски, които раздават помощи на пострадалото население от Загоричани, Бъмбоки и Черешница. Григорий е посрещнат от цялото население на Олища и всички бежанци от Загоричани, около 200 семейства, настанени в селото.
В доклад до гръцкото външно министерство на гръцкия училищен инспектор Налцас от 1904 година Олища е споменато сред „фанатичните православни“ села в Костурско.
След въстанието цялото село е под върховенството на Екзархията и не се отказва от нея чак до Балканската война. По данни на секретаря на екзархията Димитър Мишев („La Macédoine et sa Population Chrétienne“) в 1905 година в Олища има 546 българи екзархисти. В селото функционира българско училище. Според Георги Константинов Бистрицки Олища преди Балканската война има 90 български къщи.
На 22 срещу 23 септември 1906 година андартската чета на Григорис Фалиреас извършва голямо нападение над Олища. Атаката е организирана от поп Христо Попмихайлов. Четата Фалиреас, състояща се от 40 андарти, напада селото, но е принудена да отстъпи след пристигането на турска войска от Загоричани и Куманичево. В резултат са изгорени 7 български къщи и са убити седем членове на българския комитет.
Статистиката на Халкиопулос от 1905 година показва Олища като село с 225 жители българи и 225 гърци.
След Младотурската революция в 1908 година, поп Христо Попмихайлов се връща в селото и в 1910 година успява да върне на Патриаршията една от трите църкви на селото. Заедно с това е отворено и гръцко училище. Към гърцизма обаче до Балканската война не се връща нито един от жителите на селото.
При избухването на Балканската война в 1912 година четирима души от Олища са доброволци в Македоно-одринското опълчение.
На етническата карта на Костурското братство в София от 1940 година, към 1912 година Олища е обозначено като българско селище.

### В Гърция
През войната селото е окупирано от гръцки части и остава в Гърция след Междусъюзническата война. Боривое Милоевич пише в 1921 година („Южна Македония“), че Олища (Олишта) има 65 къщи славяни християни.
В 1927 година е прекръстено на Мелисотопос. След 1919 година 9 жители на Олища емигрират в България по официален път. Селото пострадва силно по време на Гръцката гражданска война, по време на която голям брой олищени бягат в източноевропейските страни. 45 деца от са изведени от селото от комунистическите части като деца бежанци.
В 2002 година Попхристовата къща е обявена за паметник на културата.
| Име         | Име          | Ново име   | Ново име    | Описание                              |
| ----------- | ------------ | ---------- | ----------- | ------------------------------------- |
| Криво дърво | Κρίβο Ντάρβο | Веланидия  | Βελανιδιὰ   | връх във Вич (1095 m), ЮЗ от Олища    |
| Пострап     | Ποστράκ      | Мелисорема | Μελισσόρεμα | река С от Олища, приток на Стара река |

| Година    | 1913 | 1920 | 1928 | 1940 | 1951 | 1961 | 1971 | 1981 | 1991 | 2001 | 2011 | 2021 |
| --------- | ---- | ---- | ---- | ---- | ---- | ---- | ---- | ---- | ---- | ---- | ---- | ---- |
| Население | 412  | 286  | 336  | 362  | 233  | 243  | 210  | 203  | 212  | 199  | 172  | 150  |

## Личности
В Олища са родени редица видни български дейци, сред които най-известни са българският македоно-одрински опълченец Костадин Николов (Константин Олицки, 1883 – ?), македоно-одрински опълченец, Втора рота на Десета прилепска дружина, Сборна партизанска рота, попаднал в гръцки плен, освободен на 10 март 1914 година, носител на орден „За храброст“ IV степен, българският революционер Зисо Василев (? – 14 август 1903), деец на ВМОРО, загинал в сражението при Дробоко по време на Илинденско-Преображенското въстание и други. От Олища са и дейците на Гръцката въоръжена пропаганда в Македония Спиридон Попхристов (1887 – 1964), Христо Попмихайлов (1857 – 1930) и други.